# روبیون کربی
روبیون کربی (انگلیسی: Robion Kirby؛ زادهٔ ۲۵ فوریهٔ ۱۹۳۸) دانشمند در زمینه توپولوژی اهل ایالات متحده آمریکا است.
وی همچنین برندهٔ جوایزی همچون کمک‌هزینه گوگنهایم و جایزه وبلن شده‌است.